# Distrikt Muñani
Der Distrikt Muñani liegt in der Provinz Azángaro in der Region Puno in Südost-Peru. Der Distrikt wurde am 2. Mai 1854 gegründet. Er besitzt eine Fläche von 784 km². Beim Zensus 2017 wurden 6976 Einwohner gezählt. Im Jahr 1993 betrug die Einwohnerzahl 6620, im Jahr 2007 7582. Sitz der Distriktverwaltung ist die 3919 m hoch gelegene Kleinstadt Muñani mit 2087 Einwohnern (Stand 2017). Muñani befindet sich 30 km ostnordöstlich der Provinzhauptstadt Azángaro.

## Geographische Lage
Der Distrikt Muñani befindet sich im Andenhochland im nördlichen Osten der Provinz Azángaro. Im Distrikt befindet sich das Quellgebiet des Río Huancané (auch Río Guanaco). Dieser entwässert einen Großteil des Areals nach Südosten. Der Südwesten des Distrikts liegt im Einzugsgebiet des weiter westlich verlaufenden Río Ramis.
Der Distrikt Muñani grenzt im Westen an die Distrikte Azángaro und San José, im äußersten Nordwesten an den Distrikt San Antón, im Norden an den Distrikt Potoni sowie im Nordosten, im Osten und im Südosten an den Distrikt Putina (Provinz San Antonio de Putina).

## Ortschaften
Im Distrikt gibt es neben dem Hauptort folgende größere Ortschaften:
- Alpacani (309 Einwohner)
- Arcopunco (372 Einwohner)
- Choquechambi Carpani (453 Einwohner)
- Ezequiel Urviola Rivera Quilca (236 Einwohner)
- Ichoccollo (325 Einwohner)
- Nequeneque (226 Einwohner)
- Pedro Vilcapaza Mororco (361 Einwohner)